# Christine Bénard
 (novembre 2023).
Pour les articles homonymes, voir Bénard.
Christine Bénard est une physicienne française, directrice scientifique de Michelin jusqu'en 2011.

## Biographie
Élève de l'École normale supérieure de Sèvres (physique) Christine Bénard intègre le CNRS en 1966.Elle soutient une thèse de doctorat (optique quantique, sous la direction de Bernard Picinbono) en 1972 à  l'université Paris Sud .
Elle crée et dirige une équipe de recherche axée sur l’analyse et le contrôle des systèmes thermiques et énergétiques (École supérieure d'électricité laboratoire LSS, et École centrale Paris, laboratoire  EM2C) en 1975. Puis, en 1983, elle lance le laboratoire FAST (« fluides, automatique et systèmes thermiques ») à l'université Paris Sud qu'elle dirige jusqu'en 1994.
Elle est nommée directrice de la recherche et des études scientifiques à l’École normale supérieure (rue d'Ulm — Paris) de 1992 à 2000 sous la direction d'Étienne Guyon et intègre le cabinet du ministre de la Recherche, Roger-Gérard Schwartzenberg, en septembre 2000.
En septembre 2001, elle est nommée conseillère pour la science et la technologie à l'ambassade de France aux États-Unis.
Le 1er mai 2005, Christine Bénard devient la  directrice scientifique de Michelin, poste qu'elle occupe jusqu'au 1er mai 2011.
Depuis novembre 2011, Christine Bénard est responsable de « R&D strategies », think tank indépendant: En tant que tel, elle assure un certain nombre de responsabilités institutionnelles ( voir ci-dessous), ainsi que des audits (start-ups), études et séminaires sur la R&D et la RSE des entreprises, sur les partenariats de recherche publics-privés et sur les stratégies publiques de recherche et développement.
En octobre 2015, Christine Bénard publie, avec Dominique Levesque, un livre sur les stratégies de ces entreprises vis-à-vis du changement climatique et du développement durable : La poutre et la paille écologiques : l'industrie à la rescousse du climat, aux éditions du Cerf.

### Activités (2023)
Innovation
- Comité des engagements de C Valo (Agence de transferts de technologies- Région Centre Val de Loire)
- Membre du jury du Prix Marius Lavet « Ingénieur et inventeur ».

Formation et carrières des jeunes scientifiques
- Conseil d’administration et Commission des moyens de CentraleSupélec
- Conseil scientifique de l’Ecole Doctorale EMSTU « Energie, Matériaux, Sciences de la Terre et de l’Univers » des Universités d’Orléans, de Tours et de l’INSA Centre Val de Loire,
- Groupe de recherche pluridisciplinaire sur la mobilité internationale des jeunes docteurs formés en France.

Échanges internationaux
- CA du « Studium - Institute for Advanced Studies - Loire Valley », agence de la Région Centre pour les échanges internationaux de chercheurs,
- CA de l’AVRIST (Association pour la Valorisation des Relations Internationales Scientifiques et Techniques) : Responsable de l’Initiative « Doctorat » qui mène campagne depuis 2018 pour promouvoir une stratégie internationale de la France vis-à-vis des docteurs qu’elle forme et qui se dispersent sans suivi au profit d’autres pays (USA, Canada, Australie, Suisse…).

Changement climatique et développement durable
Suivi des stratégies de développement durable  de certaines entreprises françaises et européennes initialisé par le livre « La poutre et la paille écologiques : l'industrie à la rescousse du climat », publié en octobre 2015, avec Dominique Levesque, aux éditions du Cerf.